# Christoph Frauenpreiß
Christoph Frauenpreiß (* 15. November 1984 in Cuxhaven) ist ein deutscher Politiker (CDU) und seit 2025 Mitglied des Deutschen Bundestages.

## Leben
Christoph Frauenpreiß machte sein Abitur auf dem Wirtschaftsgymnasium der Berufsbildenden Schulen Cuxhaven und absolvierte von 2006 bis 2009 eine Ausbildung zum Bankkaufmann bei der Volksbank Stade-Cuxhaven. Später studierte er berufsbegleitend an der Frankfurt School of Finance & Management und wurde zum diplomierten Bankbetriebswirt.
Frauenpreiß ist verheiratet, hat zwei Töchter und ist evangelisch-lutherischer Konfession.

## Politische Tätigkeiten
Christoph Frauenpreiß trat 2003 in die Jungen Union ein und ist seit 2005 Mitglied der CDU.
Seit 2021 ist Christoph Frauenpreiß Ortsbürgermeister von Altenbruch. Außerdem wurde er bei den Kommunalwahlen in Niedersachsen 2021 in den Cuxhavener Stadtrat und zum Altenbrucher Ortsrat gewählt. Des Weiteren engagiert sich Frauenpreiß im Ausschuss für Ordnungsangelegenheiten des Cuxhavener Kreistages als beratendes Mitglied. Am 9. Oktober 2023 wurde er zum Vorsitzenden des CDU-Stadtverbandes Cuxhaven gewählt.
Am 2. Oktober 2024 wurde Frauenpreiß von der Wahlkreismitgliederversammlung zum Direktkandidaten der CDU für den Bundestagswahlkreis Cuxhaven – Stade II gewählt. Dabei erhielt er 92,5 % der Stimmen. Bei der Bundestagswahl 2025 gewann er mit 32,7 % der Erststimmen das Direktmandat seines Wahlkreises und setzte sich dabei gegen den bisherigen Bundestagsabgeordneten der SPD Daniel Schneider (30,5 %) durch.